# Jesu (groupe)
Pour les articles homonymes, voir Jesu.
Jesu est un groupe de post-rock et shoegazing britannique, originaire d'Abergele, au pays de Galles. Il est composé de Justin Broadrick, Diarmuid Dalton, Ted Parsons, et Dave Cochrane.
Le groupe tire son nom du morceau Jesu présent sur l'album Hymns de Godflesh, autre projet de Justin Broadrick.

## Biographie
La première sortie de Jesu, l'EP Heart Ache, est publiée en 2004, et fait participer Broadrick seul aux instruments et au chant. Il est suivi quatre mois plus tard par leur premier album, l'éponyme Jesu qui voit arriver le bassiste Diarmuid Dalton et le batteur Ted Parsons, bien qu'aucune chanson ne le fasse participer. Une tournée au printemps 2005 en Europe, en soutien à l'album, fait participer Roderic Mounir de Knut remplaçant Ted Parsons à la batterie.
Avec leur quatrième sortie,, l'EP quatre titres Silver (2006), Jesu réalise une approche plus mélodique comparée à son shoegazing à la My Bloody Valentine. La majorité des chansons fait participer Broadrick et Dalton, ainsi que Parsons. La formation complète enregistre l'album Conqueror, qui est publié le 20 février 2007 aux États-Unis, le 19 février au Royaume-Uni et en Europe, et le 2 février au Japon. Broadrick et Dalton enregistrent l'EP Sun Down / Sun Rise sans Parsons publié le 23 avril. Le 5 juillet paraît le premier split de Jesu, réalisé avec Eluvium.
Octobre 2007 voit la sortie de Pale Sketches, une collection de chansons inédites de Jesu, enregistrées entre 2000 et 2007. L'album est publié au propre label de Broadrick, Avalanche. Ce même mois sort l'EP Lifeline, toujours avec Broadrick en solo, aux labels Hydra Head et Daymare.
2008 voit la sortie d'un split avec Envy, suivi d'un second split avec Battle of Mice et de l'EP Why Are We Not Perfect?. L'année suivante, l'EP/morceau Infinity, long de 50 minutes, paraît, suivi d'un autre EP, Opiate Sun.
En 2010, la compilation Heart Ache/Dethroned et l'EP Christmas voient le jour. Ce n'est que l'année suivante que sort le troisième album du groupe, Ascension. Un quatrième album, Everyday I Get Closer to the Light from Which I Came sort en 2013.
En 2016 sort le premier album collaboratif de Jesu, réalisé avec le groupe de folk rock indépendant Sun Kil Moon, puis un deuxième album, 30 Seconds to the Decline of Planet Earth, en 2017.

## Discographie
- 2004 : Heart Ache (EP)
- 2004 : Jesu
- 2006 : Silver (EP)
- 2007 : Conqueror
- 2007 : Sun Down / Sun Rise (EP)
- 2007 : Jesu / Eluvium (Split EP)
- 2007 : Lifeline (EP)
- 2007 : Pale Sketches
- 2008 : Jesu / Envy (Split EP)
- 2008 : Why Are We Not Perfect? (EP)
- 2008 : Jesu / Battle of Mice (SPLIT EP)
- 2009 : Infinity (EP)
- 2009 : Opiate Sun
- 2011 : Ascension
- 2013 : Everyday I Get Closer to the Light from Which I Came
- 2016 : Jesu / Sun Kil Moon
- 2017 : 30 Seconds to the Decline of Planet Earth (avec Sun Kil Moon)
- 2020 : Terminus